# 植芝理一
植芝 理一（1969年9月4日—）。日本漫畫家，福岡縣出身。為《謎狐怪童》、《夢使者》、《謎樣女友X》的作者。

## 風格
- 滿滿的塗鴉背景，類似尋找威利的趣味感
- 作品充滿萌要素，就算是平常的女學生也可以表現的很有獨特的魅力
- 近來慢慢加入特攝跟魔法少女元素（尤其是夢使者）
- 故事多半描寫奇特的戀愛觀，並參雜東南亞、中國與日本的民俗與神話學知識、心理學等要素
- 不太使用助手

## 作品
- 謎狐怪童、全13冊、原名(於月刊Afternoon 1992年2月號至2000年11月號)

1. 1996年8月25日、ISBN 957-34-3974-3
2. 1996年10月5日、ISBN 957-34-4112-8
3. 1996年12月10日、ISBN 957-34-4203-5
4. 1997年4月5日、ISBN 957-34-4776-2
5. 1997年6月25日、ISBN 957-34-4777-0
6. 1997年9月5日、ISBN 957-34-5434-3
7. 1998年1月5日、ISBN 957-34-5435-1
8. 1998年6月5日、ISBN 957-34-6647-3
9. 1998年11月5日、ISBN 957-34-6648-1
10. 1999年7月5日、ISBN 957-34-7917-6
11. 2000年5月24日、ISBN 957-34-7918-4
12. 2000年7月27日、ISBN 957-34-6648-1
13. 2000年12月20日、ISBN 957-34-9496-5

- 謎狐怪童校園篇、全1冊、原名

1. 2001年3月16日、ISBN 957-34-9618-6

- 謎狐怪童精靈篇、全3冊、原名

1. 2001年11月10日、ISBN 957-69-9402-0
2. 2002年3月14日、ISBN 957-69-9403-9
3. 2003年1月6日、ISBN 986-11-1419-X

- 夢使者、全6冊、原名
- 謎樣女友X、全12冊、原名
- 大蜘蛛醬flashback、全6冊、原名《大蜘蛛ちゃんフラッシュ・バック》   於月刊Afternoon 2017年5月號至2020年6月號

1  2017年10月23日    ISBN 978-4-063-88299-5
2  2018年4月23日      ISBN 978-4-065-11181-9
3  2018年11月22日    ISBN 978-4-065-13407-8
4  2019年6月21日      ISBN 978-4-065-15687-2
5  2020年1月23日      ISBN 978-4-065-18114-0
6  2020年8月21日    ISBN 978-4-065-20436-8

## 外部連結
- 講談社搜尋作者【植芝理一】[永久]